# Paul Nauen

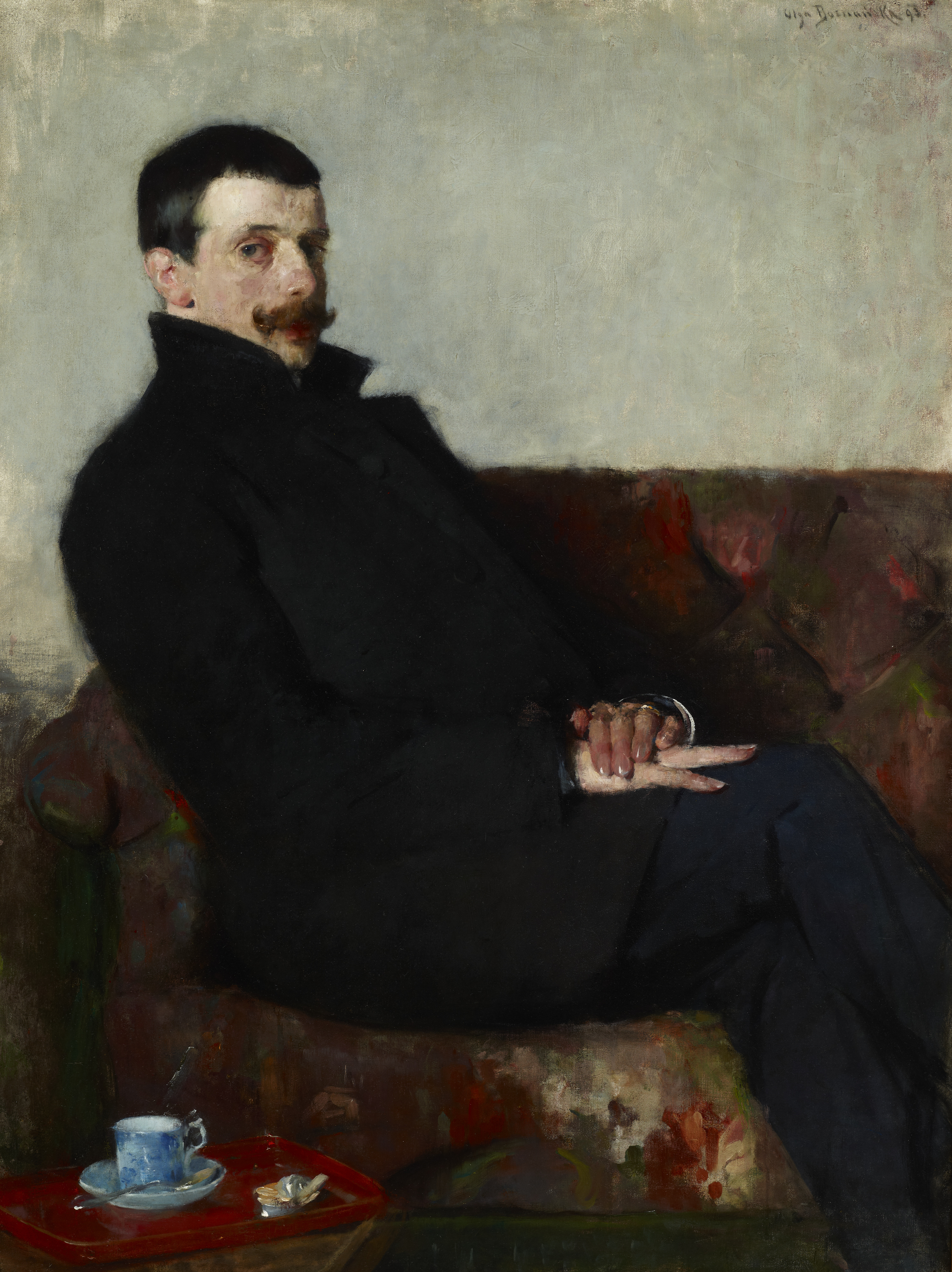
Paul Nauen gemalt von Olga Boznańska (1893)

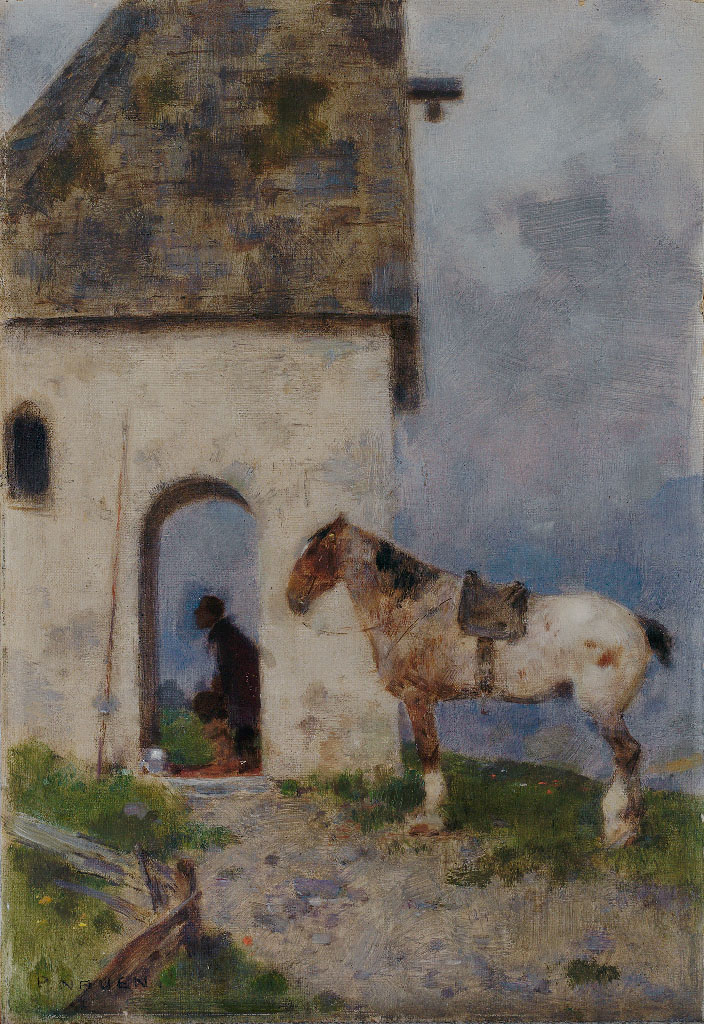
Kriegerandacht von Paul Nauen

Paul Nauen (* 6. Dezember 1859 in Hamburg; † 1932) war ein deutscher Maler. Er malte hauptsächlich Porträts und Landschaften.

## Leben
Paul Nauen war der Sohn eines Kaufmanns und legte 1878 das Abitur am Wilhelmsgymnasium München ab. Ab dem Wintersemester 1878 studierte er an der Akademie der Bildenden Künste München. Er war ein Schüler von Gyula Benczúr, Alexander von Liezen-Mayer und Ludwig von Löfftz.
Nauen lehrte später in München an einer Privatschule zusammen mit Friedrich Fehr und Ludwig Schmid-Reutte. Dort versammelte er einen Kreis von mehr als dreißig Schülern um sich, was bei der Jugend des Künstlers Staunen erregte. Seine Schüler waren unter anderem Anna Beyer, Mathilde Block, Olga Boznańska, Hans Beat Wieland, Rudolf Yelin der Ältere, Marie Stein-Ranke, Hans Schadow, Robert Breyer, Ernst Kreidolf, Hermann Kauffmann der Jüngere, Elbridge Burbank und Marianne Rusche.
Ende der 1880er Jahre wechselte Nauen nach Düsseldorf. „Hier hat er im sogenannten Wunderbau, der schon nach dem Brande der Akademie aushelfen musste und eine Art Rattenkönig von Ateliers darstellt, seine Werkstatt aufgeschlagen und erteilt bereits, […], neun Schülern Unterricht im Malen und Aktzeichnen.“ (Kunstchronik: Wochenzeitschrift für Kunst und Kunstgewerbe, Nr. 18. 6. März 1889)
1906 hielt Nauen sich in den USA auf, unter anderem in New York und in Lenox. Er porträtierte dort mehrere Mitglieder der Colgate-Familie. Die New York Times berichtete am 7. Januar 1906, dass Nauen in Wien eine Goldmedaille für ein Frauenporträt erhalten hatte und in den USA mit einem Dinner geehrt worden war. Nauen war bei diesem Aufenthalt zu Gast bei Carl Weidner (1865–1906).
Im Nationalmuseum in Krakau hängt ein Porträt Paul Nauens, das Olga Boznańska 1893 malte und ein Porträt von Olga Boznańska, das Paul Nauen im selben Jahr malte.
1892 war Nauen in einer Sammelausstellung in Düsseldorf vertreten, auch in Bremen nahm er an einer Sammelausstellung teil und 1891 in Berlin. Ein Bildnis Paul Nauens war in Die Kunst unserer Zeit von 1904 zu sehen.

## Blumenkinder
- Blumenkinder, 24 Blätter von Paul Nauen, Lipperheide, Berlin 1887 (digitalisiert online)[19]